# 冷たい嘘
『冷たい嘘』（原題:The Lie）は、2020年に配信されたアメリカ合衆国・カナダ合作のサスペンス映画である。監督はヴィーナ・スード、主演はピーター・サースガード。2015年のドイツ映画『Wir Monster』をリメイクした作品であり、2018年に製作され、同年トロント国際映画祭で初上映された。

## 概略
ある冬の日、田舎町に住むジェイは、一人娘のケイラから親友のブリトニーをホープウェル橋から突き落として殺したと告白される。ジェイは別れた妻で弁護士のレベッカに連絡を取り、二人は事件の隠蔽を図る。一方ブリトニーの父親サムは警察に失踪届を出そうとするが、過去にも家出騒動を起こしていたため、48時間は待機しろと言われ、独自に娘の行方を追い始める。ケイラはサムに真相を打ち明けるよう迫られるが逃げ出し、ジェイたちはサムと言い争いになる。ケンジとバーンズの二人の刑事が捜査に乗り出し、ジェイとレベッカを尋問するが二人は口裏を合わせる。一方、サムは刑事の尋問を拒否し、疑いを向けられる。
だが、橋の近くからケイラの使ったぜん息用の吸入器が発見され、本格的な捜査が始まる。ジェイとレベッカはサムを陥れるために彼の家の庭に証拠品を埋めるが、そこにサムが帰宅する。レベッカは車でサムを轢き、断末魔で命乞いをするサムを二人は見捨てる。
次の日、放心状態の二人と何も知らないケイラは一緒に食事をする。その後、自動車に付着した血痕を洗い流すジェイとレベッカのもとにブリトニーが帰ってくる。全てはケイラとブリトニーが仕組んだ狂言だった。ケイラは離婚した二人に、短い間でいいから、また一緒にいて欲しかったのだった。

## キャスト
※括弧内は日本語吹替。
- レベッカ：ミレイユ・イーノス（沢田泉）
- ジェイ：ピーター・サースガード（堀内賢雄）
- ケイラ：ジョーイ・キング（松井暁波）
- サム・イフラニ：キャス・アンヴァー（露崎亘）
- ブリトニー：デヴァリー・ジェイコブス（松本沙羅）
- バーンズ刑事：ニコラス・リー（宮本淳）
- ケンジ刑事：パティ・キム（岡田恵）

## 製作
2016年2月9日、ヴィーナ・スード監督がドイツ映画『Wir Monster』のリメイクに着手したと報じられた。2018年1月、本作のタイトルが『Between the Earth and the Sky』に決定すると共に、ミレイユ・イーノス、ピーター・サースガード、ジョーイ・キングがキャスト入りした。また、本作の主要撮影もカナダのトロントで始まった。5月7日、タマール＝カリが本作で使用される楽曲を手がけるとの報道があった。

## 公開・マーケティング
2018年9月13日、本作は第43回トロント国際映画祭でプレミア上映された。その際、本作のタイトルは『Between the Earth and the Sky』から『The Lie』に変更された。本作は劇場公開はされず、2020年8月、アマゾン・スタジオズが本作の全世界配信権を獲得した。10月6日より日本を含め世界各国で配信。”Welcom to Blumhouse”レーベル8作の1本である。

## 評価
Rotten Tomatoesには57件のレビューがあり、批評家支持率は43%、平均点は10点満点で5.16点となっている。サイト側による批評家の見解の要約は「観客の心に訴えるものはあるが、その足取りは覚束なく、種々の要素が真にまとまることはない。そうは言っても、『冷たい嘘』は価値あるホラー体験を求めている多くの観客を失望させないだろう。」となっている。また、Metacriticには12件のレビューがあり、加重平均値は47/100となっている。